# Frente Nacional de Juventudes Democráticas
El Frente Nacional de Juventudes Democráticas (FNJD) fue un movimiento político peruano fundado el 6 de agosto de 1955 por jóvenes universitarios y profesionales liderados entre otros por Javier Alva Orlandini, Manuel Arce Zagaceta,  Alejandro Acosta Herrera y Violeta Correa.

## Elecciones de 1956
Para las elecciones de 1956 proponen la candidatura presidencial del arquitecto y catedrático Fernando Belaúnde Terry (exdiputado independiente, 1945 - 1948). Solicitan la candidatura el 9 de marzo y obtienen una respuesta pública favorable el 11 del mismo mes. Contra la oposición gubernamental consigue inscribir su candidatura tras los sucesos del 1 de junio, más conocidos como el Ultimátum de la Merced por la manifestación popular realizada en dicha plaza limeña.
Tras las elecciones de 1956, el Frente Nacional de Juventudes Democráticas denuncia fraude y continúa con su actividad. Con el liderazgo de Fernando Belaúnde Terry da inicio a un estudio directo de la realidad nacional en la campaña denominada "Pueblo por Pueblo". Durante esta campaña (en Chincheros, Apurímac), sobre la base del Frente Nacional de Juventudes Democráticas se constituye el partido Acción Popular, fundado así el 7 de julio de 1956, y que luego daría tres Presidentes de la República: Fernando Belaúnde Terry (1963 - 1968 y 1980 - 1985), Valentín Paniagua Corazao (2000 - 2001) y el controvertido Manuel Arturo Merino de Lama (2021 - 2021).